# マンフレート・ショーフ
マンフレート・ショーフ（Manfred Schoof、1936年4月6日 - ）は、ドイツのジャズ・トランペッターである。

## 来歴
ショーフはドイツのマクデブルクで生まれ、カッセルとケルンで音楽を学び、そこではビッグバンドのリーダー、クルト・エーデルハーゲンが師の一人となった。ショーフはエーデルハーゲンのラジオ番組に出演し、ギュンター・ハンペルとともにツアーを行った。1960年代に彼はアレクサンダー・フォン・シュリッペンバッハとゲルト・デュデックとともにフリー・ジャズ・バンドを結成し、これがマンフレート・ショーフ・オーケストラの基盤となった。1969年から1971年まで、ジョージ・ラッセル・オーケストラのメンバーを務めた。また、ヤスパー・ファントフやグローブ・ユニティ・オーケストラとも共演している。ベルリン・フィルハーモニー管弦楽団のためには、クラシック音楽を作曲した。彼のグループは、現代音楽の作曲家、ベルント・アロイス・ツィンマーマンのオペラ作品『兵士たち』の公演に参加したことがある。1985年、チャンネル4のドキュメンタリー『Hoarded Dreams』において、作曲家グラハム・コリアーの紹介の中でフィーチャーされた。
2007年からは「Union Deutscher Jazzmusiker」の会長を務めている。また、彼は1990年以来、ケルンで教授を務めている。

## ディスコグラフィ

### リーダー・アルバム
- 『ヴォイセズ』 - Voices (1966年、CBS) ※マンフレート・ショーフ・クインテット名義
- 『マンフレート・ショーフ・セクステット』 - Manfred Schoof Sextett (1967年、Wergo)
- European Echoes (1969年、FMP)
- 『ページ・ワン』 - Page One (1970年、MPS) ※ニュー・ジャズ・トリオ名義
- 『ページ2』 - Page Two (1972年、MPS) ※ニュー・ジャズ・トリオ名義。旧邦題『空白の第二頁』
- 『ディスタント・サンダー』 - Distant Thunder (1975年、Enja) ※with 山下洋輔トリオ
- Scales (1976年、Japo/ECM) ※マンフレート・ショーフ・クインテット名義
- Light Lines (1977年、Japo) ※マンフレート・ショーフ・クインテット名義
- The Early Quintet (1978年、FMP)
- Horns (1979年、FMP) ※with ギュンター・クリストマン、アルベルト・マンゲルスドルフ
- Horizons (1979年、Japo) ※マンフレート・ショーフ・クインテット名義
- Mal Waldron/Manfred Schoof (1980年、Amiga)
- Alternate Takes (1983年、FMP) ※ニュー・ジャズ・トリオ名義
- Reflections (1984年、Mood) ※with アルベルト・マンゲルスドルフ、ウォルフガング・ダウナー、エバーハルト・ウェーバー
- Power Station (1984年、UBM)
- Meditation (1987年、UBM)
- Shadows & Smiles (1989年、Wergo)
- Timebreaker (1990年、UBM)
- Crossroad (1992年、UBM)
- Resonance (2009年、ECM) ※マンフレート・ショーフ・クインテット名義
- Live In Bremen 1978 (2022年、MIG)

### 参加アルバム
ヨーロピアン・ジャズ・アンサンブル
- Live (1988年、Konnex)
- At the Philharmonic Cologne (1989年、MA Music)
- Meets the Khan Family (1992年、MA Music)
- 20th Anniversary Tour (1997年、Konnex)
- 30th Anniversary Tour 2006 (2009年、Konnex)

グローブ・ユニティ・オーケストラ
- Live in Wuppertal (1973年、FMP)
- 『インプロヴィゼーションズ』 - Improvisations (1977年、JAPO)
- Pearls (1977年、FMP)
- 『コンポジションズ』 - Compositions (1979年、JAPO)
- Hamburg '74 (1979年、FMP)
- Globe Unity 2002 (2002年、Intakt)
- Baden-Baden '75 (2011年、FMP)

ジョルジュ・グルンツ
- Happening Now! (1988年、Hat ART)
- 『ファースト・プライズ』 - First Prize (1989年、Enja)
- Renaissance Man (2002年、TCB)

ギュンター・ハンペル
- 『ハートプランツ』 - Heartplants (1965年、SABA)
- Transformation (1976年、Birth)
- Jubilation (1983年、Birth)
- Legendary: The 27th of May 1997 (1998年、Birth)
- Live at Berlin Philharmonic Hall (2014年、Birth)

イルミン・シュミット
- Filmmusik Vol. 2 (1981年、Spoon)
- Filmmusik Vol. 3 & 4 (1983年、Spoon)
- Rote Erde (1983年、Teldec)
- Musk at Dusk (1987年、WEA)

ヤスパー・ファントフ
- Pili-Pili (1984年、Keytone)
- Hoomba-Hoomba (1985年、Virgin)
- Jakko (1987年、Jaro)

アレクサンダー・フォン・シュリッペンバッハ
- 『グローブ・ユニティ』 - Globe Unity (1966年、SABA)
- The Living Music (1969年、Quasar)
- Globe Unity 67 & 70 (2001年、Atavistic)
- Globe Unity 40 Years (2007年、Intakt)
- Blue Hawk (2011年、Jazzwerkstatt)
- Globe Unity 50 Years (2018年、Intakt)

その他
- ペーター・ブロッツマン : In a State of Undress (1989年、FMP)
- ドン・チェリー : 『アクションズ』 - Actions (1971年、Philips)
- グラハム・コリアー : Hoarded Dreams (2007年、Cuneiform) ※1983年録音
- ウォルフガング・ダウナー : 80 Jahre Das Jubilaumskonzert (2017年、Timba)
- マイルス・デイヴィス & クインシー・ジョーンズ : 『ライヴ・アット・モントルー』 - Live at Montreux (1991年、Warner)
- ガビ・デルガド＝ロペス : Mistress (1982年、Virgin)
- ディシデンテン : Instinctive Traveler (1997年、Exil)
- スタン・ゲッツ、フランシー・ボラン、ケニー・クラーク＝フランシー・ボラン・ビッグ・バンド : Change of Scenes (1971年、Verve)
- アルベルト・マンゲルスドルフ : Albert Mangelsdorff (1981年、Fabbri Editori)
- ジョージ・ラッセル : Electronic Sonata for Souls Loved by Nature (1971年、Flying Dutchman)
- ギュンター・ソマー : Le Piccole Cose Live at Theater Gutersloh (2017年、Intuition)
- ギュンター・ベイビー・ソマー : Peitzer Grand Mit Vieren (2009年、Jazzwerkstatt)
- ハイナー・シュタードラー : Retrospection (1989年、Tomato)
- フレディ・ステューダー、クリスティ・ドーラン : Half a Lifetime (1994年、Unit)
- マル・ウォルドロン : 『ハード・トーク』 - Hard Talk (1974年、Enja)
- マル・ウォルドロン : 『ワン・アップマンシップ』 - One-Upmanship (1977年、Enja)
- ベルント・アロイス・ツィンマーマン : Requiem fur Einen Jungen Dichter (1989年、Wergo)